# Плечевая кость
Плечева́я кость (лат. humerus) — типичная длинная трубчатая кость, скелетная основа плеча. Относится к скелету свободной верхней конечности.

## Описание
Плечевая кость разделяется на диафиз (тело плечевой кости, лат. corpus humeri, s. diaphysis) и на проксимальный и дистальный эпифизы. В верхнем отделе тело плечевой кости округлое, а ближе к дистальному эпифизу — трёхгранное. На теле различают: заднюю поверхность (лат. facies posterior), ограниченную латеральным и медиальным краями (лат. margo lateralis et medialis); медиальную переднюю поверхность (лат. facies anterior medialis) и латеральную переднюю поверхность (лат. facies anterior lateralis), которые разделены малозаметным гребнем.
Проксимальный эпифиз представлен головкой плечевой кости (лат. caput humeri), отделённой от диафиза анатомической шейкой (лат. collum anatomicum). Головка сочленяется с суставной впадиной лопатки, образуя плечевой сустав. За шейкой располагаются два бугорка (апофиза) — больший и меньший (лат. tuberculum majus et minus), между которыми проходит межбугорковая бороздка — место сухожилия длинной головки двуглавой мышцы плеча. Ниже бугорков, на границе с диафизом, проходит хирургическая шейка (лат. collum chirurgicum) — место наиболее частых переломов плечевой кости.
На теле кости располагается дельтовидная бугристость (лат. tuberositas deltoidea), к которой прикрепляется дельтовидная мышца. Кзади от бугристости от медиальной к латеральной стороне в виде спирали проходит борозда лучевого нерва (лат. sulcus nervi radialis).
На дистальном эпифизе расположен мыщелок (лат. condylus humeri) и по бокам от него два надмыщелка — медиальный и латеральный (лат. epicondylus medialis et lateralis). Между надмыщелками располагается поверхность для сочленения с костями предплечья, разделённая на блок плечевой кости (лат. trochlea humeri) и головку мыщелка плечевой кости (лат. capitulum humeri). Выше них на передней стороне соответственно располагаются венечная (лат. fossa coronoidea) и лучевая (лат. fossa radialis) ямки, а также сзади локтевая ямка (ямка олекранона, лат. fossa olecrani), которые необходимы для сочленения с локтевой и лучевой костями, образуя локтевой сустав. На задней стороне медиального надмыщелка проходит борозда локтевого нерва (лат. sulcus nervi ulnaris).

### Окостенение
К моменту рождения только проксимальный эпифиз состоит из хрящевой ткани, из-за чего головка плечевой кости практически не определяется на рентгенограмме. В ходе взросления последовательно возникает три точки окостенения проксимального эпифиза:
1. В медиальной части головки плеча (0—1 год или с рождения);
2. В большом бугорке и в латеральной части головки (2—3 года);
3. В малом бугорке (3—4 года);

К 4—6 годам указанные центры сливаются в единую головку плечевой кости. Замещение метаэпифизарного хряща на границе проксимального эпифиза и диафиза костной тканью (синостоз) наступает в подростковом возрасте, благодаря чему продолжается рост кости в длину. На рентгенограмме ребёнка или подростка определяется характерный светлый участок на месте метаэпифизарного хряща, который может быть принят за перелом или трещину.

## Мышцы
К плечевой кости крепятся некоторые мышцы пояса верхней конечности, плеча и предплечья.
| Мышцы пояса                                   | Мышцы пояса |
| --------------------------------------------- | --- |
| Название                                      | Место прикрепления |
| Дельтовидная мышца m. deltoideus              | покрывает проксимальный конец плечевой кости. Пучки мышцы крепятся к дельтовидной бугристости в середине диафиза кости, беря начало от различных образований лопатки. |
| Надостная мышца m. supraspinatus              | верхняя часть большого бугорка |
| Подостная мышца m. infraspinatus              | большой бугорок |
| Малая круглая мышца m. teres minor            | большой бугорок, ниже подостной мышцы |
| Большая круглая мышца m. teres major          | вместе с широчайшей мышцей спины крепится к гребню малого бугорка |
| Подлопаточная мышца m. subscapularis          | малый бугорок |
| Клювовидно-плечевая мышца m. coracobrachialis | медальная поверхность |

| Мышцы плеча                              | Мышцы плеча |
| ---------------------------------------- | --- |
| Название                                 | Место прикрепления |
| Двуглавая мышца плеча m. biceps brachii  | Длинная головка, проходя через полость плечевого сустава, ложится к межбугорковую борозду                                                                               |
| Плечевая мышца m. brachialis             | Начало передней поверхности плечевой кости |
| Трёхглавая мышца плеча m. triceps bracii | Латеральная и медиальная головки берут начало на задней поверхности, а длинная головка не крепится к плечевой кости, но проходит между малой и большой круглыми мышцами |
| Локтевая мышца m. anconeus               | Латеральный надмыщелок |

| Мышцы предплечья                                                        | Мышцы предплечья                |
| ----------------------------------------------------------------------- | ------------------------------- |
| Название                                                                | Место прикрепления              |
| Круглый пронатор m. pronator teres                                      | Медиальный надмыщелок           |
| Лучевой сгибатель запястья m. flexor carpi radialis                     | Медиальный надмыщелок           |
| Длинная ладонная мышца m. palmaris longus                               | Медиальный надмыщелок           |
| Локтевой сгибатель запястья m. flexor carpi ulnaris                     | Медиальный надмыщелок           |
| Поверхностный сгибатель пальцев m. flexor digitorum superficialis       | Медиальный надмыщелок           |
| Длинный сгибатель большого пальца кисти m. flexor pollicis longus       | Медиальный надмыщелок           |
| Лучевая группа поверхностного слоя m. brachioradialis                   | Латеральный край плечевой кости |
| Длинный лучевой разгибатель запястья m. extensor carpi radialis         | Латеральный надмыщелок          |
| Короткий лучевой разгибатель запястья m. extensor carpi radialis brevis | Латеральный надмыщелок          |

## Изображения

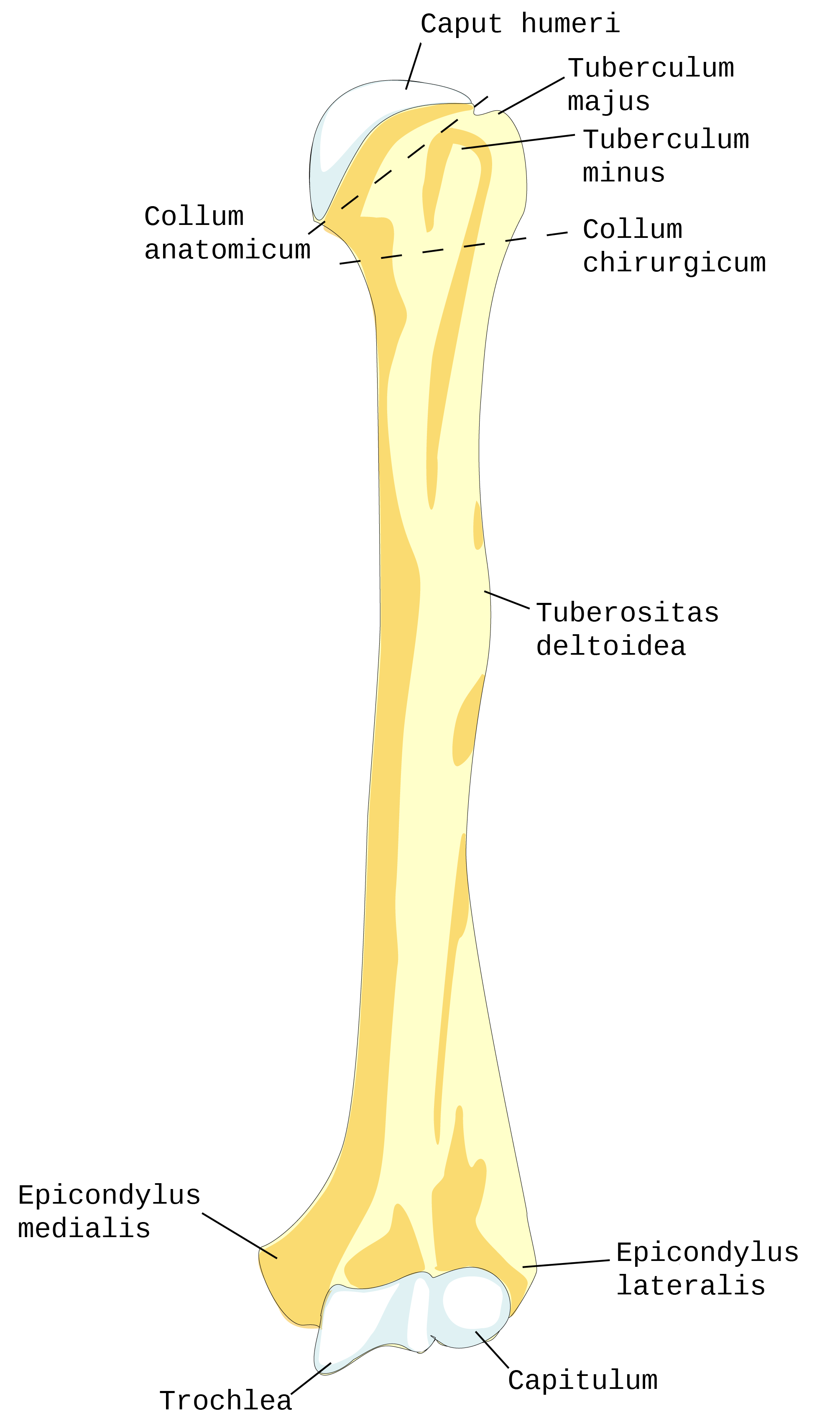
Левая плечевая кость, вид спереди
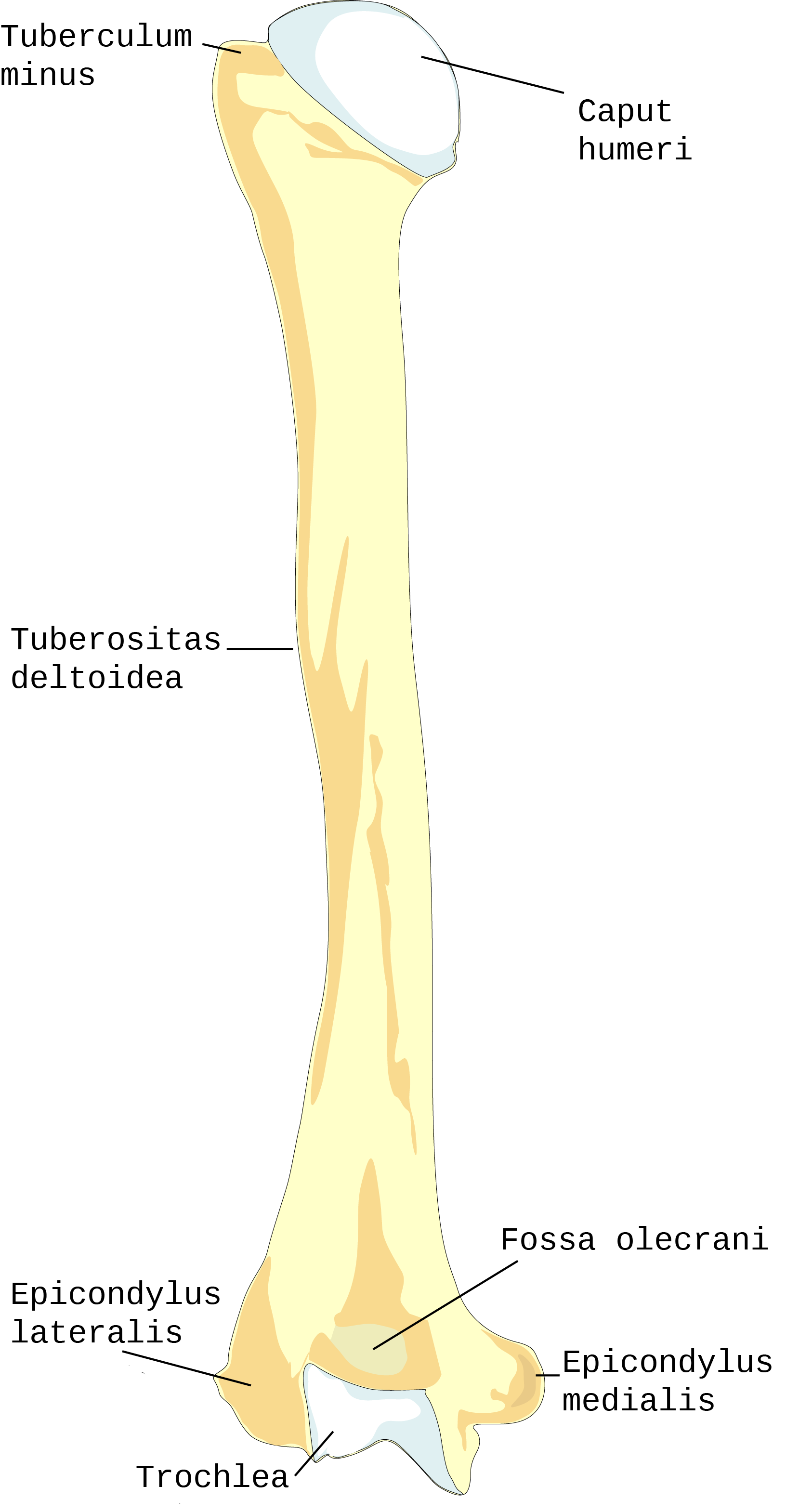
Левая плечевая кость, вид сзади
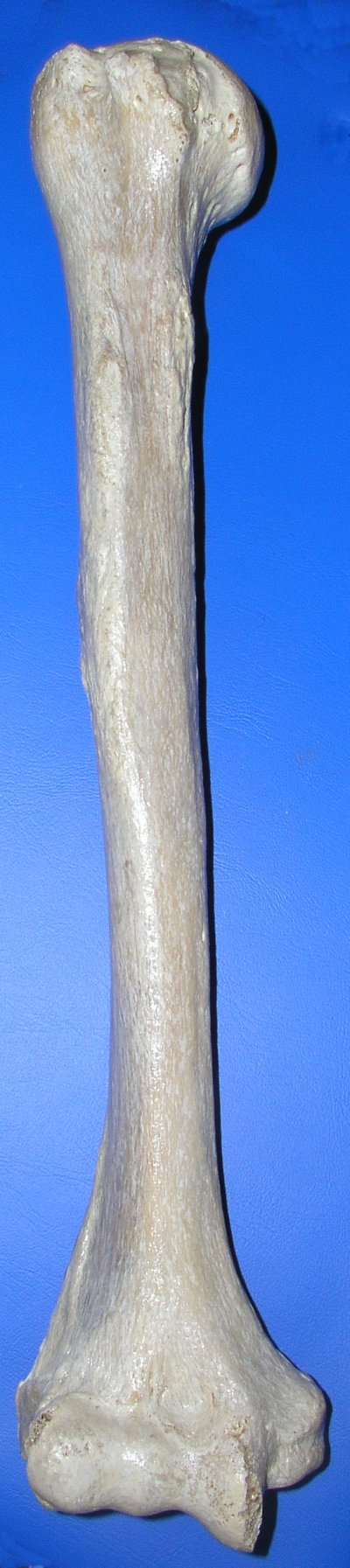
Правая плечевая кость. Вид спереди
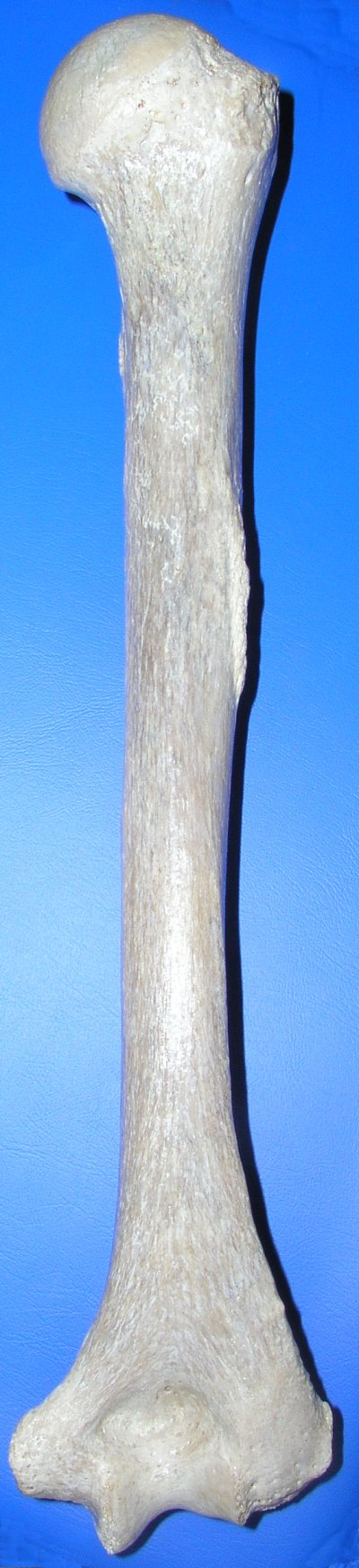
Правая плечевая кость. Вид сзади
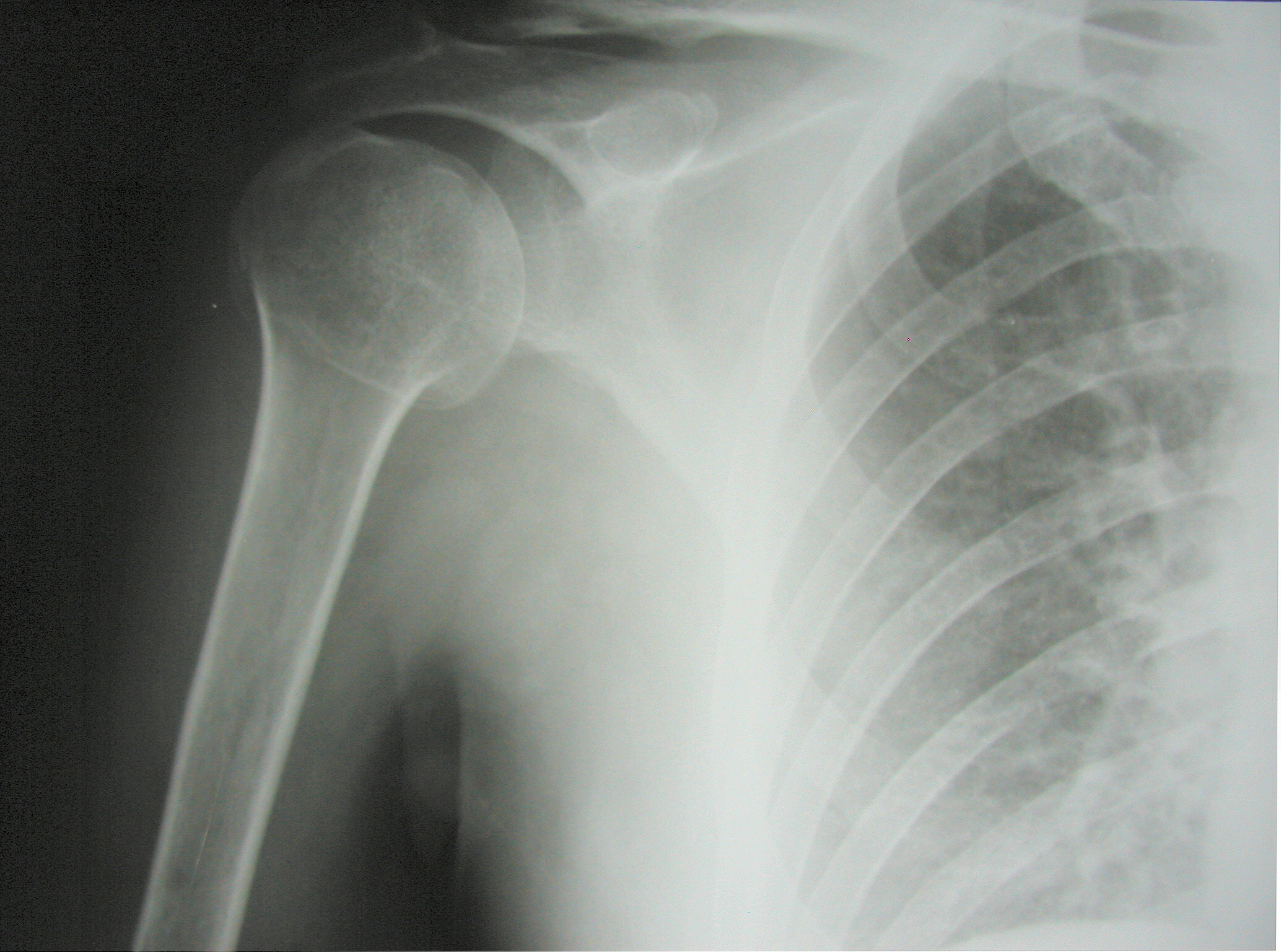
Рентгенограмма верхней части плечевой кости с выраженной хирургической шейкой
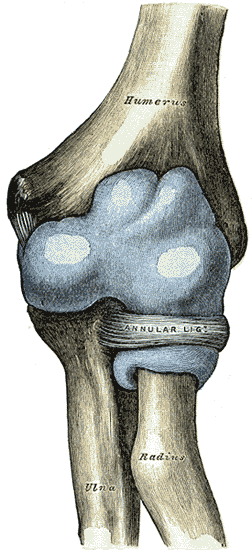
Соединение с костями предплечья. Вид спереди
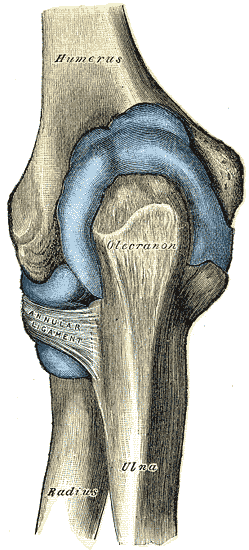
Соединение с костями предплечья. Вид сзади